# Owen Chamberlain
Owen Chamberlain (San Francisco, 10 juli 1920 – Berkeley, 28 februari 2006) was een Amerikaans natuurkundige en in 1959 winnaar van de Nobelprijs voor Natuurkunde voor de ontdekking, samen met Emilio Segrè, van antiprotons, een subatomair antideeltje.

## Biografie
Chaimberlain werd geboren in San Francisco als zoon van de radioloog W. Edward Chamberlain en Geneviere Lucinda Owen. Toen hij tien jaar oud was verhuisde het gezin Chamberlain naar Philadelphia. Hij verkreeg zijn bachelorgraad aan Dartmouth College in 1941. Vervolgens studeerde hij natuurkunde aan de Universiteit van Californië te Berkeley, maar onderbrak zijn studie nadat de Verenigde Staten betrokken was geraakt bij de Tweede Wereldoorlog.
Begin 1942 kwam hij bij het Manhattenproject terecht, de organisatie belast met de vervaardiging van de eerste atoombom. Onder Segrè werkte hij zowel in Berkeley als in Los Alamos. In 1946, na de oorlog, studeerde Chaimberlain verder aan de universiteit van Chicago, onder begeleiding van kernfysicus Enrico Fermi die hij eerder had ontmoet via het Manhattenproject. In 1949 verkreeg hij zijn doctoraat waarna hij als faculteitsmedewerker terugkeerde naar Berkeley. In 1958 kreeg hij aan de universiteit een vaste aanstelling als professor natuurkunde.

## Werk
Samen met Segrè, Clyde Wiegand en Thomas Ypsilantis voerde Chaimberlain experimenten uit met de Bevatron die leidde tot de ontdekking van het antiproton op 21 september 1955. Het antideeltje heeft dezelfde massa als het proton, maar dan met een tegengestelde (negatieve) lading. Deze en de eerdere ontdekking van het positron vormde een belangrijke doorslag in de studie naar antimaterie waarvan het (theoretische) bestaan reeds in 1928 door Paul Dirac was voorspeld. In de jaren daarna voerde Chamberlain en zijn collega's studies uit naar de interacties van antiprotons met waterstof, deuterium en andere elementen alsmede het gebruik van antiprotonen om antineutronen te maken, die een jaar later, in 1956, door Bruce Cork werd ontdekt. Voor de ontdekking van het antiproton verkreeg hij samen met Segrè de Nobelprijs.
Chamberlains latere onderzoekswerk omvatte onder andere de tijdprojectiekamer (Time Projection Chamber, TPC) en zijn werk bij het Stanford Linear Accelerator Center (SLAC).